# Martin Luther (dyplomata)
Martin Franz Julius Luther (ur. 16 grudnia 1895 w Berlinie, zm. 13 maja 1945 tamże) – niemiecki polityk nazistowski. Pełnił funkcję doradcy ministra spraw zagranicznych Joachima von Ribbentropa, najpierw w Dienststelle Ribbentrop, a później w Auswärtiges Amt jako dyplomata, gdy von Ribbentrop zastąpił Konstantina von Neuratha. Brał udział w konferencji Wannsee, na której zaplanowano ostateczne rozwiązanie kwestii żydowskiej. Kopia protokołu z tego spotkania, należąca do Luthera, została odnaleziona w 1947 roku, po raz pierwszy uświadomiła władzom alianckim, że konferencja odbyła się i jaki był jej cel.

## Biografia
Luther zajmował się dekoracją wnętrz. Do partii nazistowskiej i SA wstąpił 1 marca 1933 roku. Pomógł Ribbentropowi uzyskać niski numer członkowski, a kiedy Ribbentrop został wysłany do Londynu jako ambasador w 1936 roku, wynajął on Luthera, by przeniósł meble z Berlina i wykonał dekorację wnętrz nowej niemieckiej ambasady w Londynie. Ribbentrop zaproponował mu później stanowisko w swojej własnej organizacji ds. polityki zagranicznej. Luther zgodził się i odtąd stał się jednym z ulubionych ludzi Ribbentropa. Dwa lata później przejął oddział Deutschland i przeniósł go do własnego budynku.
Luther był niezwykle lojalny wobec Heinricha Himmlera. W maju 1940 roku został mianowany na stanowisko łącznika ministerstwa z SS. W lipcu 1941 roku awansował na stanowisko ministerialdirektora w randze Unterstaatssekretär. Jego efektywna siła przewyższała to, co sugerował jego tytuł i ranga, ponieważ był on łącznikiem między partią a ministerstwem. Poza tym stał się SA Brigadeführerem.
Luther uczestniczył w konferencji w Wannsee w dniu 20 stycznia 1942 r. Jako przedstawiciel Ministerstwa Spraw Zagranicznych, miał za zadanie przekonać niemieckich satelitów i sojuszników do przekazania ich ludności żydowskiej w celu deportacji do obozów śmierci. W tym okresie pracował również jako dekorator wnętrz dla żony Ribbentropa, pomagając jej w projektowaniu jej różnych domów, a także jej ubrań.
W 1943 roku, przy pomocy Franza Rademachera, próbował wyprzeć von Ribbentropa ze stanowiska ministra spraw zagranicznych. Został jednak powstrzymany i wysłany do obozu koncentracyjnego Sachsenhausen w 1944 roku. Hitler chciał go powiesić, ale Himmler przekonał go, aby Luther pracował w obozowym ogrodzie ziołowym. Po nieudanych próbach samobójczych został uwolniony przez wojska radzieckie wiosną 1945 roku; zmarł wkrótce w wyniku niewydolności serca.
Kopia protokołu z Wannsee, wysłanego do Luthra przez Reinharda Heydricha, została odkryta w archiwach ministerialnych w 1947 roku i odegrała ważną rolę w dokumentowaniu konferencji, chociaż Luther był jednym z tych, którzy już wiedzieli, że polityka dotycząca „kwestii żydowskiej” zmieniła się.
Kopia protokołu Luthra jest jedynym zapisem konferencji, która przetrwała wojnę, a jej odkrycie było pierwszym przypadkiem, gdy alianci dowiedzieli się o spotkaniu i spotkaniu następczym w dniu 6 marca 1942 r. Podczas konferencji, Luther wyraził zaniepokojenie „przesiedleniami” na dużą skalę w całej okupowanej Europie, co zdawało się wskazywać, że nie w pełni rozumiał, co jest planowane. Ponadto przygotował memoriał do wykorzystania na konferencji. Został użyty przez negujących Holocaust argumentując, że konferencja nie przedstawiała polityki ludobójstwa, ale nie jest niezgodna ze zmianą polityki.

## W kulturze
W filmie produkcji HBO z 2001 roku Ostateczne rozwiązanie, Luthera zagrał Kevin McNally.

## Źródła
- Wistrich, Robert S. (1982). Who’s Who in Nazi Germany. New York: Macmillan.
- Reitlinger, Gerland (1981) [1956]. The SS: Alibi of a Nation 1922–1945. London: Arms and Armour.